# 알라모 (1960년 영화)
《알라모》(The Alamo)는 미국에서 제작된 존 웨인 감독의 1960년 서부, 전쟁, 액션, 모험, 드라마 영화이다. 존 웨인 등이 주연으로 출연하였고 존 웨인 등이 제작에 참여하였다. 이 영화는 70mm Todd-AO로 촬영되었으며 유나이티드 아티스츠에 의해 출시되었다.

## 출연

### 주연
- 존 웨인
- 리차드 위드마크

### 조연
- 로렌스 하비
- 프랭키 아발론
- 패트릭 웨인
- 린다 크리스탈
- 조안 오브라이언
- 칠 윌스

## 기타
- 미술: 알프레드 이바라
- 의상: 앤 펙
- 의상: 론 탤스키